# Nephrotoma tenuipes
Nephrotoma tenuipes är en tvåvingeart som först beskrevs av Riedel 1910.  Nephrotoma tenuipes ingår i släktet Nephrotoma och familjen storharkrankar. Arten är reproducerande i Sverige. Inga underarter finns listade i Catalogue of Life.